# Piotr Arszinow
Piotr Andrieiewicz Arszinow, pseud. Piotr Marin (ros. Пётр Андреевич Аршинов, pseud. Piotr Marin, ros. Пётр Марин; ur. w 1887 w Jekaterynosławiu, zm. w 1937) – ukraiński działacz anarchistyczny, uczestnik powstania Machny na Ukrainie, redaktor prasy anarchistycznej, autor historii ruchu machnowskiego.

## Życiorys
Urodził się w rodzinie robotnika z Jekaterynosławia (obecnie Dniepr), samemu z czasem kształcąc się na ślusarza. W 1904 wstąpił do partii bolszewickiej, zostając redaktorem partyjnego pisma „Mołot”. W 1906 związał się z ruchem anarchistycznym i brał udział w wydarzeniach rewolucji 1905–1907. Aresztowany w marcu 1907, po dokonaniu udanego zamachu na naczelnika warsztatów kolejowych w mieście Aleksandrowsk (obecne Zaporoże), schwytany i skazany przez trybunał wojskowy na śmierć przez powieszenie. Pod koniec kwietnia 1907 uciekł z więzienia wraz z innymi aresztantami, chroniąc się we Francji. W 1909 wrócił potajemnie do Rosji, gdzie kontynuował działalność rewolucyjną. W 1910 szmuglując broń i materiały propagandowe z Austro-Węgier został schwytany i przekazany Rosjanom. W Rosji sądzony i skazany na dwadzieścia lat więzienia, został osadzony w Butyrkach, gdzie poznał Nestora Machnę. Uwolniony po rewolucji lutowej współorganizował Federację Grup Anarchistycznych w Moskwie.

### Machnowszczyzna
Odegrał ważką rolę w formowaniu Konfederacji Nabat – federacji ukraińskich grup anarchistycznych; działał w Komisji Kulturalno-Edukacyjnej Nabatu. Brał udział w powstaniu Machny, po upadku którego w 1921 zmuszony był do ucieczki z Rosji. W 1923 opublikował swoją Historię ruchu machnowskiego, najpierw w Berlinie po rosyjsku, następnie w Paryżu we francuskim przekładzie Wolina, z przedmową tłumacza i Sébastiena Faure. Od 1925 wraz z Nestorem Machną redagował rosyjskojęzyczne pismo „Dieło Truda”, organ rosyjskich anarchokomunistów. W 1926 napisał wraz z Machną, Idą Mett i innymi Platformę organizacyjną wolnościowego komunizmu, wzywającą do ustanowienia Powszechnego Związku Anarchistów, która spotkała się z gwałtowną krytyką działaczy anarchistycznych na Zachodzie.

### Powrót do ZSRR
Na początku lat 30. uznawszy, że nie ma perspektyw dla działalności anarchistycznej we Francji i w Europie Zachodniej, postanowił wrócić do ZSRR, by tam działać na rzecz anarchizmu. Poprzez Sergo Ordżonikidze, którego poznał 20 lat wcześniej w więzieniu, uzyskał zgodę na powrót do kraju. W 1933 wrócił do ZSRR i ponownie wstąpił do partii. W 1937 został oskarżony o próbę „odbudowy anarchizmu w Związku Radzieckim”, skazany na śmierć i rozstrzelany.

## Publikacje
- История махновского движения 1918-1921 гг. (1923)
- Организационная платформа Всеобщего союза анархистов (Проект) (wraz z Nestorem Machną oraz Idą Mett; 1926)
- Два побега. Из воспоминаний анархиста 1906 - 1909 гг. (1929)